# Werfer Károly
Werfer Károly (Lugos, 1789. december 31. – Kassa, 1846. március 8.) kassai nyomdász, litográfus. 1821-ben megvásárolta Landerer Ferenc könyvkereskedését. Nyomdájában készült a Szemlélő című hírlap. Halála után a nyomdát fia, ifj. Werfer Károly üzemeltette tovább.